# 缐纲
缐纲（1452年11月29日—1521年10月24日），字廷章，祖籍辽东都司定辽后卫（今辽宁省辽阳市境内），出生于辽东都司宁远卫（今辽宁省兴城市），明朝将领，官至辽东都司宁远卫指挥同知。

## 生平
景泰三年十月十九日（1452年11月29日），缐纲出生于辽东都司宁远卫的一个世袭武将家庭。成化十年（1474年），袭父职为宁远卫中所正千户。因为娶了辽东总兵的妹妹，升迁很快。成化十五年（1479年），他斩获敌人首级一颗，即升为卫指挥佥事。成化二十年（1484年），又斩首一颗，升为卫指挥同知。成化二十三年（1487年），宁远备御刘璇因为瞒报军情被参劾，缐纲作为下属也受到处罚。正德十六年九月二十五日（1521年10月24日）病逝，享年七十岁。

## 家庭
父亲缐通，为辽东都司宁远卫中所正千户，母亲邵氏。正妻韩氏，生子缐镇、缐钦、缐铠，其中缐镇官至辽东都指挥同知。侧室陆氏生子缐钺、缐鑑。

## 引用
1. ↑  《辽宁碑志·下编·第五节·兴城缐纲墓志铭》：“公生于壬申年十月十九日。”
2. 1 2  《中国明朝档案总汇》55册《武职选簿·五军都督府所属卫所·左军都督府·辽东都司·宁远卫·指挥使等》：“成化十年六月，缐纲，辽阳人，系宁远卫中所正千户缐通嫡长男，钦与世袭。”
3. 1 2  《辽宁碑志·下编·第五节·兴城缐镇墓志铭》：“公考讳纲，历任指挥同知。母韩氏，总戎韩公之妹。”
4. ↑  《中国明朝档案总汇》55册《武职选簿·五军都督府所属卫所·左军都督府·辽东都司·宁远卫·指挥使等》：“成化十五……等斩首一颗，升指挥佥事。”
5. ↑  《中国明朝档案总汇》55册《武职选簿·五军都督府所属卫所·左军都督府·辽东都司·宁远卫·指挥使等》：“成化二十年……斩首一颗，升指挥同知。”
6. ↑  《大明孝宗实录》卷6成化二十三年十一月：“先是辽东都指挥同知刘璇备御宁远，坐贼入境抢掠，匿不以实闻。下巡按御史，拟璇充军。都察院以情罪未明，行续差御史覆勘，奏璇所部虽有亡失，旋亦追还，兼有斩获贼首一级，情轻律重，至是本院覆请，诏璇及指挥缐纲等免充军，各降一级；指挥朱俊等各赎杖还职。”
7. ↑  《辽宁碑志·下编·第五节·兴城缐纲墓志铭》：“享年七十，于正德十六年九月二十五日考终，命于正寝。”
8. ↑  《辽宁碑志·下编·第五节·兴城缐纲墓志铭》：“公讳纲，字廷章，乃故千户侯缐公通之胄子；母邵氏，有淑德。”
9. ↑  《辽宁碑志·下编·第五节·兴城缐纲墓志铭》：“生子六。男五，长镇继袭，功拜都指挥同知，次钦，次铠，女一；次钺、次鑑，庶夫人陆氏所生也。”